# ماریانو کومنزه
ماریانو کومنزه (به ایتالیایی: Mariano Comense) یک کومونه در ایتالیا است که در استان کومو واقع شده‌است.

## خصوصیات
ماریانو کومنزه ۱۳٫۷۲ کیلومترمربع مساحت و ۲۳٬۶۸۰ نفر جمعیت دارد و ۲۵۰ متر بالاتر از سطح دریا واقع شده‌است.